# Tiago Maia
Tiago Manuel da Silva Maia est un footballeur portugais né le 18 septembre 1992 à Gondomar. Il évolue au poste de gardien de but.

## Biographie
Il est finaliste de la Coupe du monde des moins de 20 ans 2011 avec le Portugal.

## Palmarès

### En sélection
- Finaliste de la Coupe du monde des moins de 20 ans en 2011